# Francesca Annis
Pour les articles homonymes, voir Annis.
Francesca Annis est une actrice britannique, née le 14 mai 1945 à Kensington, Grand Londres (Angleterre).

## Biographie
Francesca Annis débute dans les années 1960 au théâtre, et joue notamment au sein de la Royal Shakespeare Company à Stratford-upon-Avon. Son répertoire comprend des pièces de William Shakespeare, Henrik Ibsen et Tennessee Williams, entre autres, interprétées surtout à Londres. Elle se produit également à Broadway (New York) en 1969 et 1995, dans Hamlet de Shakespeare, la première fois dans le rôle d’Ophélie (aux côtés de Nicol Williamson dans le rôle-titre), la seconde fois dans celui de la reine Gertrude (avec Ralph Fiennes — son compagnon de 1995 à 2006 — personnifiant Hamlet). En outre, elle collabore à deux comédies musicales, Passion Flower Hotel en 1965, sur une musique de John Barry (avec Jane Birkin), et La Comédie des erreurs (comédie musicale) (en) en 1976, d'après la pièce éponyme de Shakespeare (avec Judi Dench).
Au cinéma, à ce jour, elle apparaît dans vingt-huit films (britanniques pour la plupart, plus quelques films américains ou coproductions). Ainsi, en 1971, elle est Lady Macbeth dans l'adaptation, réalisée par Roman Polanski, de Macbeth de Shakespeare. Et en 1984, elle interprète Jessica Atréides dans le film Dune de David Lynch, d'après le roman éponyme de Frank Herbert.
Enfin, à la télévision (toujours à ce jour), Francesca Annis contribue à seize téléfilms et à quarante-sept séries (britanniques et américaines), entre 1960 et 2009. Mentionnons la série britannique Le crime est notre affaire, diffusée en 1983-1984, où elle joue au long des dix épisodes (saison unique) le rôle de la détective Tuppence Beresford, personnage issu d'un recueil de nouvelles (du même titre) d'Agatha Christie.

## Vie privée
Elle a eu une relation avec le photographe Patrick Wiseman qui a commencé en 1974, avec qui elle a eu trois enfants, Charlotte, Taran et Andreas, qui ont tous reçu le nom de famille de leur père. Elle a ensuite fréquenté la costar de Hamlet, Ralph Fiennes en 1995, mettant fin à son rapport de 23 ans avec Wiseman en 1997. Fiennes a divorcé à son tour de sa femme, Alex Kingston. On dit qu'Annis s'est "excusée auprès de Wiseman" pour leur séparation. Annis et Fiennes ont annoncé leur séparation le 7 février 2006, après 11 ans ensemble, dans une séparation qualifiée d'"acrimonieuse", à la suite de rumeurs selon lesquelles il aurait eu une liaison avec la chanteuse roumaine Cornelia Crisan.

## Théâtre (sélection)
Pièces, jouées à Londres, sauf mention contraire
- 1965 : Passion Flower Hotel, comédie musicale, musique de John Barry, lyrics de Trevor Peacock, livret de Wolf Mankowitz, avec Jane Birkin (à Manchester puis Londres)
- 1967 : Roméo et Juliette (Romeo and Juliet) de William Shakespeare, avec John Nolan
- 1967-1968 : La Ménagerie de verre (The Glass Menagerie) de Tennessee Williams, avec Bessie Love (à Bristol)
- 1969 : Hamlet de William Shakespeare, mise en scène de Tony Richardson, avec Constance Cummings, Anjelica Huston, Roger Livesey, Nicol Williamson, Patrick Wymark (à Broadway)
- 1974-1975 : Mesure pour mesure (Measure for Measure) de William Shakespeare, avec Richard Griffiths, Ian McDiarmid (à Stratford-upon-Avon ; production de la Royal Shakespeare Company)
- 1976 : Roméo et Juliette (Romeo and Juliet) de William Shakespeare, mise en scène de Trevor Dunn, avec Richard Griffiths, Ian McKellen, Roger Rees ; Troïlus et Cressida (Troilus and Cressida) de William Shakespeare (à Stratford-upon-Avon ; productions de la Royal Shakespeare Company)
- 1976 : La Comédie des erreurs (The Comedy of Errors), comédie musicale, musique de Guy Woolfenden, lyrics et livret de Trevor Dunn, d'après la pièce éponyme de William Shakespeare, mise en scène de Trevor Dunn, avec Judi Dench, Richard Griffiths, Roger Rees (à Stratford-upon-Avon puis Londres ; production de la Royal Shakespeare Company)
- 1977 : Roméo et Juliette (Romeo and Juliet) de William Shakespeare, mise en scène de Trevor Dunn, avec Ian McKellen, Roger Rees ; Troïlus et Cressida (Troilus and Cressida) de William Shakespeare, avec Alfred Molina, John Nettles (à Stratford-upon-Avon ; productions de la Royal Shakespeare Company)
- 1981 : Un mois à la campagne (Месяц в деревне - A Month in the Country) d'Ivan Tourgueniev
- 1987 : Les Trois Sœurs (Три сестры - The Three Sisters) d'Anton Tchekhov, adaptation de Michael Frayn, avec Ian Ogilvy
- 1987-1988 : Mrs. Klein de Nicholas Wright, avec Zoë Wanamaker
- 1991-1992 : Sienna Red de Stephen Poliakoff (à Bath)
- 1992-1993 : Rosmersholm d'Henrik Ibsen, adaptation de Joan Tindale
- 1993-1994 : L'Éventail de Lady Windermere (Lady Windermere's Fan) d'Oscar Wilde (à Londres puis Bath)
- 1995 : Hamlet de William Shakespeare, avec Ralph Fiennes, Tara Fitzgerald (à Londres puis Broadway)
- 2001 : Les Revenants (Gengangere - Ghosts) d'Henrik Ibsen
- 2002 : The Vortex de Noël Coward
- 2005-2006 : Epitath for George Dillon de John Osborne et Anthony Creighton, avec Joseph Fiennes
- 2008 : La Ménagerie de verre (The Glass Menagerie) de Tennessee Williams (à Dublin)
- 2009 : Time and the Conways de John Boynton Priestley, adaptation et mise en scène de Rupert Goold

## Filmographie partielle

### Au cinéma
- 1959 : The Cat Gang de Darrell Catling
- 1959 : Le collège s'en va-t-en guerre (Carry On Teacher) de Gerald Thomas
- 1960 : The Young Jacobites de John Reeve
- 1960 : No Kidding de Gerald Thomas
- 1961 : His and Hers de Brian Desmond Hurst
- 1963 : Cléopâtre (Cleopatra) de Joseph L. Mankiewicz
- 1963 : West 11 de Michael Winner
- 1964 : Saturday Night Out de Robert Hartford-Davis
- 1964 : The Eyes of Annie Jones (en) de Reginald Le Borg
- 1964 : Lady détective entre en scène (Murder most foul) de George Pollock : Sheila Upward
- 1965 : The Pleasure Girls de Gerry O'Hara : Sally
- 1966 : Run with the Wind de Lindsay Shonteff : Jean Parker
- 1970 : The Walking Stick d'Eric Till : Anabella Dainton
- 1971 : Macbeth (The Tragedy of Macbeth) de Roman Polanski
- 1973 : Penny Gold de Jack Cardiff
- 1974 : Big Truck and Sister Clare de Robert Ellis Miller : Sister Clare
- 1983 : Krull de Peter Yates
- 1984 : Dune de David Lynch : Jessica Atréides
- 1986 : Under the Cherry Moon de Prince
- 1999 : The Debt Collector de Anthony Neilson : Val Dryden
- 1999 : Milk de William Brookfield : Harriet
- 2004 : Rochester, le dernier des libertins (The Libertine) de Laurence Dunmore
- 2005 : Revolver de Guy Ritchie
- 2008 : Shifty, d'Eran Creevy : Valerie
- 2018 : Gentlemen cambrioleurs (King of Thieves) de James Marsh

### À la télévision
Séries
- 1961-1962 : Le Corsaire De La Reine (Sir Francis Drake), Saison 1, épisode 9 Visite En Espagne (Visit To Spain) : Princesse Mariella
- 1964-1965 : Destination Danger (Danger Man), Saison 2, épisode 9 Un serviteur modèle (No Marks for Servility, 1964) de Don Chaffey et épisode 13 Les Empreintes du fantôme (That's Two of Us Sorry, 1965)
- 1966 : Le Saint (The Saint) : Le Fugitif (Locate and Destroy) de Leslie Norman (saison 5 épisode 12)
- 1974 : Angoisse (Thriller), Saison 2, épisode 7 Sign It Death
- 1983-1984 : Le crime est notre affaire (Agatha Christie's Partners in Crime), Saison unique, 10 épisodes : rôle de Tuppence Beresford
- 1985 : Magnum, Saison 6, épisodes 1 et 2 Déjà vu, 1re et 2e parties (Deja Vu, Parts I & II) de Russ Mayberry
- 1987 : À nous deux, Manhattan (I'll Take Manhattan) : Lily Amberville
- 1996 : Inspecteurs associés (Dabriel and Pascoe), Saison 1, épisode 3 Un automne meurtrier (An Autumn Shroud)
- 1996 : Les Contes de la crypte (Tales from the Crypt), Saison 7, épisode 3 A Slight Case of Murder de Brian Helgeland
- 1999 : Wives and Daughters, Saison unique, 4 épisodes : rôle de Hyacinth Gibson
- 2006 : Jane Eyre : rôle de Lady Ingram
- 2007 : Cranford  : rôle de Lady Ludlow,
- 2015-2016 : A chacun(e) sa guerre : Joyce Cameron
- 2020 : Secrets de famille : Vivien

Téléfilms
- 1982 : Coming Out of the Ice de Waris Hussein
- 1988 : Onassis, l'homme le plus riche du monde (Onassis, the Richest Man of the World) de Waris Hussein
- 1994 : Doomsday Gun (en) de Robert William Young
- 2000 : Disparition en haute mer (Deceit) de Stuart Orme
- 2007 : Miss Marple - À l'hôtel Bertram (Miss Marple : At Bertram's Hotel) de Dan Zeff